# Американская свиязь
Американская свиязь (лат. Mareca americana) — речная утка семейства утиных рода Mareca.

## Распространение
Это широко распространенная утка, которая гнездится везде, за исключением крайнего севера Канады и Аляски, а также Внутреннего Запада (Айдахо, Колорадо, Северная Дакота, Южная Дакота, Миннесоты), так же Восточного Вашингтона и Орегона. Это копия евразийской свиязи в Новом Свете.

## Описание
В брачный период у самца розоватые бока и грудь, черный зад и блестящие белые пятна на крыльях позади темно-зеленого зеркала, открывающиеся в полете или в покое. Голова у него сероватая, на ушах зеленая с белой узкой короной. Живот также белый. Щеки и шея у самцов пестро-серые, но у некоторых птиц щеки полностью белые; они известны также как «штормовая свиязь». Длина американской свиязи 45-56 см (18-23 дюйма), размах крыльев 32 дюйма, а вес 1,6 фунта. У этой свиязи две взрослые линьки ежегодно и одна линька на первом году жизни.
Самки светло-коричневые, с оперением, похожим на самку кряквы. Пятно позади зеркала у них серое. Их можно отличить по форме от большинства уток, кроме евразийской свиязи. Однако, у этого вида темная шея и полностью серые подкрылья. Окраска головы и шеи у самок различна, в отличие от евразийской свиязи.

## Места обитания
Это птица открытых заболоченных мест, таких как влажные луга или болота с редкой высокой растительностью.

## Поведение
Это очень общительная птица, за исключением периода гнездования. Она формирует большие стаи. Стаи часто содержат американских лысух.

## Питание
Питается обычно, добывая на поверхности воды растительную пищу или щипля траву.

## Размножение
Гнезда вьет на земле, вблизи воды под прикрытием. В кладке 6-12 яиц кремово-белого цвета.

## Голос
Это шумный вид. Самец издает чистый трехсложный свист, на который самка отвечает низким рычанием в виде кряканья.

## Охранный статус
Охранный статус этой птицы записан в Least Concern.

## Фотогалерея

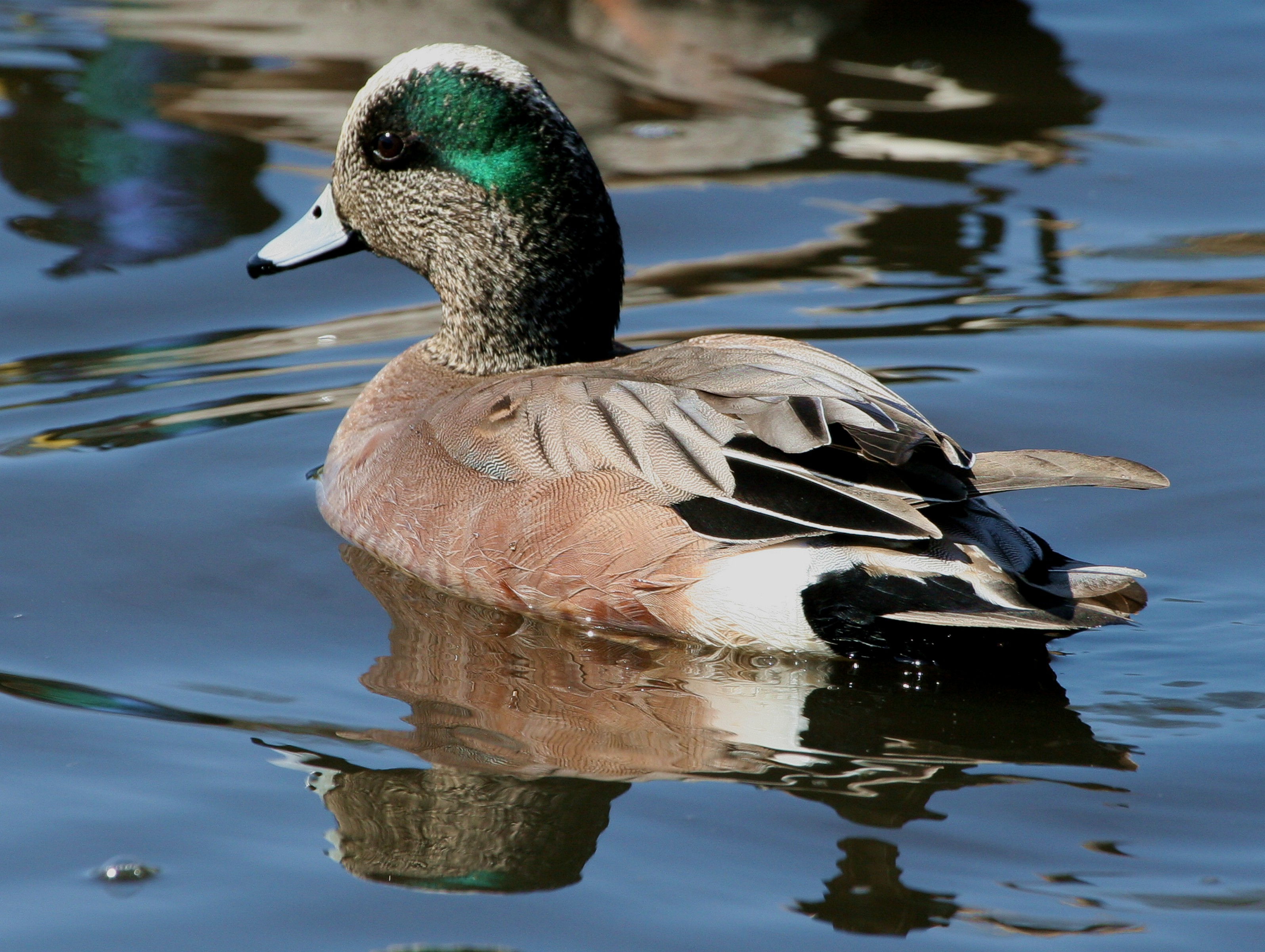
Селезень
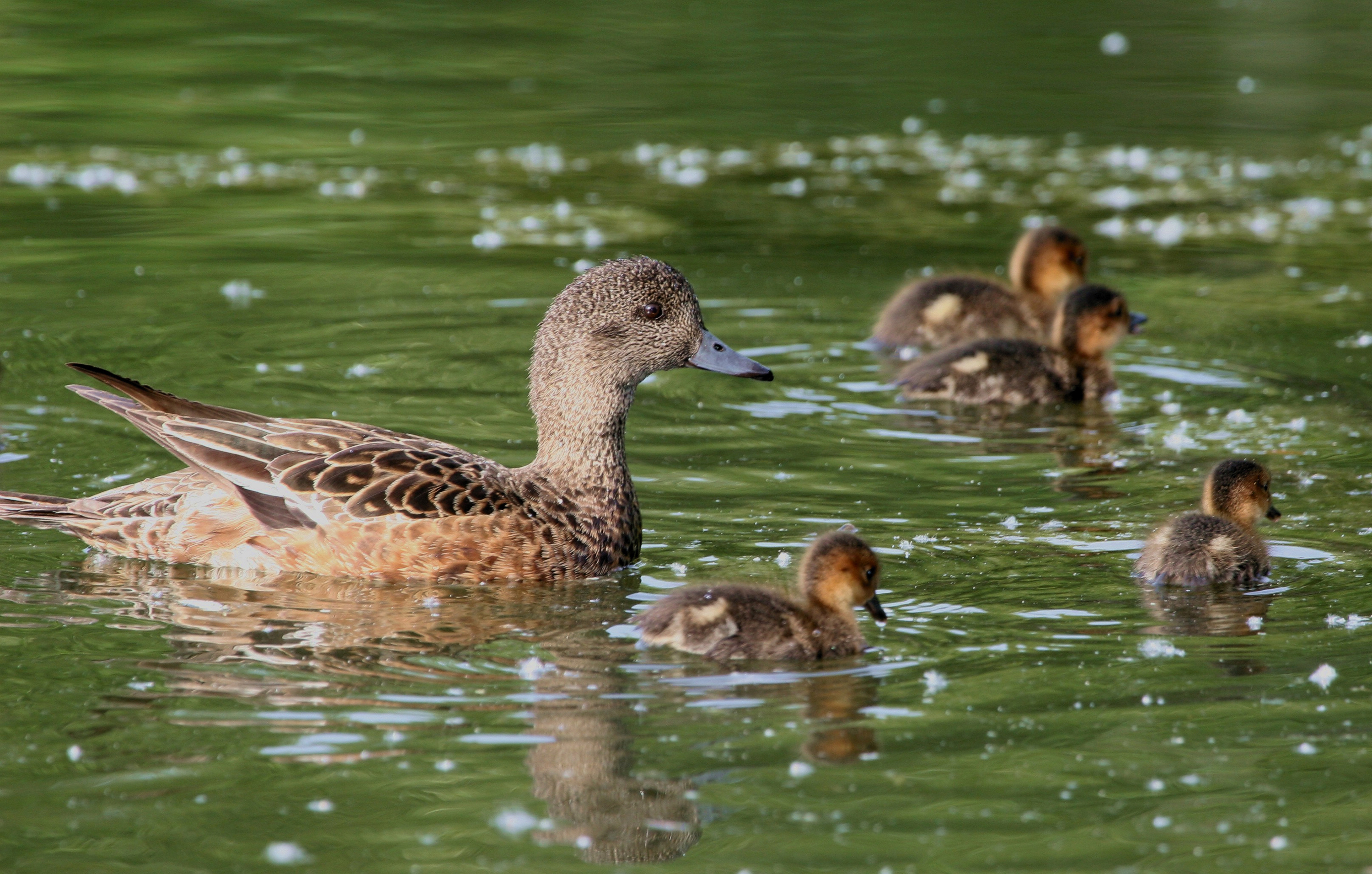
Утка с птенцами